# 簡斯維爾鎮區 (明尼蘇達州沃西卡縣)
簡斯維爾鎮區（英語：Janesville Township）是位於美國明尼蘇達州沃西卡縣的一個行政鎮區。

## 地方資料
簡斯維爾鎮區的面積為88.71平方千米，當中陸地面積為78.91平方千米，而水域面積為9.80平方千米。根據2020年美國人口普查的數據，當地共有人口576人，而人口密度為每平方千米6.49人。